# Sotodosos
Sotodosos – gmina w Hiszpanii, w prowincji Guadalajara, w Kastylii-La Mancha, o powierzchni 28,95 km². W 2011 roku gmina liczyła 47 mieszkańców.